# Program Surveyor
Program Surveyor – amerykański program księżycowych lądowników obejmujący 7 misji bezzałogowych, których zasadniczym celem było osiągnięcie powierzchni Księżyca poprzez tzw. miękkie lądowanie. Generalnie, misje programu Surveyor były kontynuacją programu badawczego zapoczątkowanego przez sondy Ranger, i miały w planie przeprowadzenie szerokiej dokumentacji fotograficznej miejsca lądowania oraz przeprowadzenie badań mechaniki gruntu księżycowego ze stwierdzeniem jego wpływu na stabilność pojazdu.

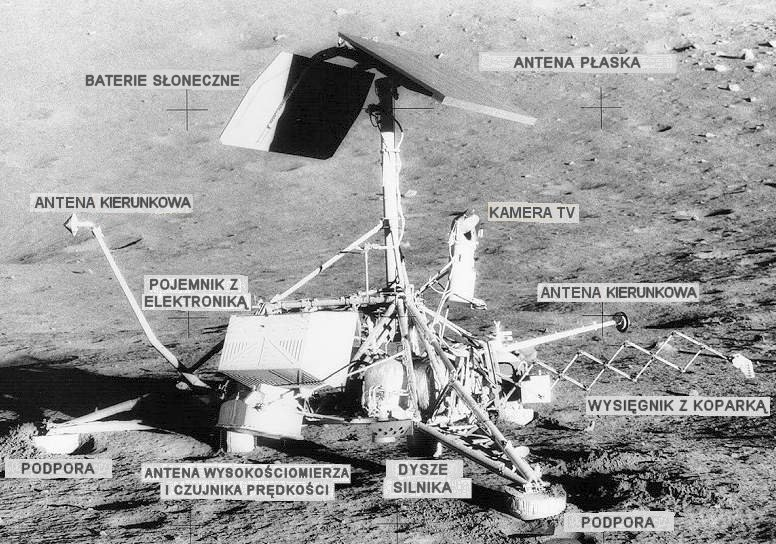
Budowa sondy Surveyor

Program Surveyor miał także ostatecznie dowieść, że lądowanie załogowe na Srebrnym Globie jest możliwe i bezpieczne. Prawie wszystkie misje Surveyor wylądować miały w pobliżu księżycowego równika. Było to celowe posunięcie, gdyż miejsca lądowań sond tego programu miały być późniejszymi miejscami lądowań misji załogowych.
Sonda księżycowa Surveyor była wyposażona w układ sterowania i silniki rakietowe do korekcji kierunku i prędkości lotu oraz do wyhamowania prędkości przed lądowaniem na Księżycu. Po wylądowaniu sonda osiadała na trzech podporach wyposażonych w amortyzatory. W sondzie były zamontowane przyrządy badawcze i kamera do przekazania na Ziemię obrazów z powierzchni Księżyca. Surveyor wyposażony był w panele baterii słonecznych i akumulatory. Dla ochrony aparatury badawczej przed dużymi wahaniami temperatury na Księżycu umieszczono ją w specjalnych pojemnikach, w których była utrzymywana temperatura w granicach od 4 °C do 50 °C, względnie –18 °C do +50 °C.
Wszystkie sondy Surveyor zostały zaprojektowane i skonstruowane przez firmę Hughes Aircraft Company.

## Lista misji
Realizacja właściwego programu była poprzedzona trzema próbami makiet sond Surveyor na orbicie wokółziemskiej:
- Surveyor Model 1 – wystrzelony 11 grudnia 1964,
- Surveyor SD-1 – wystrzelony 2 marca 1965; nieudany start rakiety,
- Surveyor SD-2 – 11 sierpnia 1965,
- Surveyor Model 2 – 8 kwietnia 1966,
- Surveyor Model 3 – 26 października 1966.

Następnie przeprowadzono 7 misji właściwych:
- Surveyor 1 – wystrzelona 30 maja 1966; wylądowała na Księżycu 2 czerwca 1966, w odległości 19 km od krateru Flamsteed na powierzchni Oceanu Burz; wykonała dokładną dokumentację fotograficzną powierzchni otaczającej miejsce lądowania.

- Surveyor 2 – wystrzelona 20 września 1966; wskutek awarii silnika, sonda rozbiła się o powierzchnię Księżyca w dniu 23 września 1966 w pobliżu krateru Kopernika.

- Surveyor 3 – wystrzelona 17 kwietnia 1967; wylądowała na Oceanie Burz w dniu 20 kwietnia 1967; sonda przeprowadziła eksperymenty na gruncie księżycowym przy użyciu specjalnej koparki, wykonała też fotografie rejonu lądowania.

- Surveyor 4 – wystrzelona 14 lipca 1967; misja zakończona niepowodzeniem; sonda rozbiła się o powierzchnię Księżyca w dniu 17 lipca 1967 r. w rejonie Zatoki Środkowej (Sinus Medii).

- Surveyor 5 – wystrzelona 3 września 1967; wylądowała miękko w dniu 11 września 1967 na obszarze Morza Spokoju; wykonała badania składu chemicznego zewnętrznej warstwy gruntu księżycowego. Na zewnątrz sondy umieszczono niewielki magnes sztabkowy, którego zadaniem było ewentualne wychwycenie substancji ferromagnetycznych, uniesionych po uruchomieniu silników rakietowych sondy na okres 0,2 s (okazało się, iż ziarna pyłu mają przeciętną średnicę 0,003 mm, słabo przylegają do powierzchni sondy i wykazują małą spójność między sobą). Sonda wykonała też dokumentację fotograficzną otoczenia.

- Surveyor 6 – wystrzelona 7 listopada 1967; wylądowała na Księżycu na obszarze Zatoki Środkowej 10 listopada 1967; wykonała badania struktury fizycznej i składu chemicznego gruntu księżycowego.

- Surveyor 7 – wystrzelona 7 stycznia 1968; wylądowała na zboczu krateru Tycho w dniu 10 stycznia 1968; oprócz normalnego programu badań i obserwacji sonda Surveyor zarejestrowała dwukrotnie błyski światła laserowego wysłanego w jej kierunku z Ziemi (dzięki czemu ustalono odległość sondy od Ziemi z dokładnością do 15 cm).

## Efekty programu Surveyor
Na siedem misji programu Surveyor, pięć zakończyło się sukcesem, dwie – awarią i katastrofą. W porównaniu do programu serii Ranger, uczyniono ogromny krok naprzód w podboju Księżyca, bowiem statki serii Surveyor bezpośrednio przyczyniły się do wybrania miejsc lądowania przyszłych misji załogowych. Lądowniki Surveyor dostarczyły razem blisko 87 tys. fotografii o rozdzielczości sięgającej 1 mm, przebadały łącznie sześć próbek gruntu i przeszło cztery razy badały jego właściwości mechaniczne. Dzięki tym misjom wykonano także pomiary temperatur powierzchni w różnych warunkach oświetleniowych oraz sprawdzono właściwości magnetyczne gleby księżycowej.